# 335 Роберта
335 Робе́рта (335 Roberta) — астероїд головного поясу, відкритий 1 вересня 1892 року.